# Дизајн игара
Дизајн игара је вештина примене дизајна и естетике са циљем стварања игре у забавне, образовне или експерименталне сврхе. Све се чешће елементи и принципи дизајна игара примењују код других врста интеракције у виду игрификације.
Дизајном игара се стварају циљеви, правила и задаци како би се обликовала друштвена игра, карташка игра, игра са коцкама, казино игра, игра улога, спорт, видео-игра, ратна игра или симулација из које произилази жељена комуникација између учесника, а често и посматрача.